# Стивенсон, Уильям
Уильям Эдвардс Стивенсон (англ. William Edwards Stevenson; 25 октября 1900 — 2 апреля 1985) — американский легкоатлет, который специализировался в беге на короткие дистанции.

## Биография
Выпускник Принстонского и Оксфордского университетов.
Олимпийский чемпион в эстафете 4×400 метров (1924). Чемпион США в беге на 440 ярдов (1921). Эксрекордсмен мира в эстафете 4×400 метров.
По окончании спортивной карьеры стал барристером (1925), получил право на адвокатскую деятельность в штате Нью-Йорк (1927), был партнером американской юридической фирмы «Deboise, Stevenson, Plimpton & Tage».
Возглавлял Оберлинский колледж (1946—1959).
Работал на ряде общественных и правительственных должностей, в том числе служил послом США на Филиппинах (1961—1964).